# Reprezentacja Hiszpanii na Mistrzostwach Świata w Narciarstwie Klasycznym 2005
Reprezentacja Hiszpanii na Mistrzostwach Świata w Narciarstwie Klasycznym 2005 w Oberstdorfie liczyła trzech biegaczy narciarskich. Najwyższe miejsce zajął Diego Ruiz Asín w biegu na 50 kilometrów, który był siedemnasty.

## Wyniki

### Biegi narciarskie

#### Mężczyźni
15 km stylem dowolnym
- Vicente Vilarrubla - 27. miejsce
- Juan Jesús Gutiérrez - 37. miejsce
- Diego Ruiz Asín - 47. miejsce

Bieg pościgowy 2x15 km
- Diego Ruiz Asín - 39. miejsce
- Vicente Vilarrubla - 51. miejsce

50 km stylem klasycznym
- Diego Ruiz Asín - 17. miejsce
- Vicente Vilarrubla - 42. miejsce